# Аганін Микола Володимирович
Микола Володимирович Аганін (нар. 18 травня 1961, с. Порохня, Новоазовський район, Донецька область — пом. 29 липня 2022, селище Оленівка, Донецької області) — український військовослужбовець, старший солдат Окремого загону спеціального призначення «Азов» Національної гвардії України, учасник російсько-української війни, який відзначився під час відбиття російського вторгнення в Україну і загинув у полоні внаслідок терористичного акту, вчиненого в ніч проти 29 липня 2022 року російськими окупаційними військами на території колишньої Волноваської виправної колонії № 120. Кавалер ордена «За мужність» ІІІ ступеня (2023, посмертно). Один із чотирьох найстарших за віком (61 рік) серед загиблих у Оленівці[джерело?]. 

## Життєпис
| Текст вилучений зі статті через підозру в порушенні авторських прав |
| --- |
| Текст, що раніше перебував на цій сторінці, запідозрено в порушенні авторських прав на текст із таких джерел: https://mariupol-museum.org.ua/memorial/aganin-mykola-volodymyrovych-matros/ Дата, коли було знайдено порушення: 9 серпня 2025. Тому, хто повісив цей шаблон: На сторінку обговорення користувача, який розмістив цю статтю, варто додати повідомлення {{subst:nothanks cv\|Аганін Микола Володимирович\|url=https://mariupol-museum.org.ua/memorial/aganin-mykola-volodymyrovych-matros/. |
| До уваги користувача, який розмістив цю статтю Не редагуйте статтю зараз, навіть якщо ви збираєтеся її переписати. Дотримуйтесь вказівок нижче. - Якщо власник авторських прав на зазначений вище матеріал дозволяє використовувати його на умовах GNU FDL без незмінюваних секцій та Creative Commons із зазначенням автора / розповсюдження на тих самих умовах, будь ласка, сповістіть про це на сторінці обговорення цієї статті. - Якщо правовласником є ви, додайте на зазначеному вище ресурсі примітку: «Матеріали дозволено використовувати на умовах GNU FDL без незмінюваних секцій та Creative Commons із зазначенням автора / розповсюдження на тих самих умовах». - Якщо дозволу на використання цього матеріалу немає, будь ласка, зробіть одне з двох: 1. Напишіть хоча б гарний накид статті на цій підсторінці. Зверніть увагу: не треба копіювати текст, що порушує авторські права, на зазначену підсторінку й редагувати його. Якщо ви взялися за написання нової статті, не забудьте сповістити про це на сторінці обговорення. 2. Залиште все як є, і тоді статтю буде вилучено. У випадку, якщо новий текст написано не буде, цю статтю буде вилучено через тиждень після появи цього попередження (детальніше див. документацію шаблону). Вихідний текст цієї статті з можливим порушенням копірайту можна знайти в історії змін. Зверніть увагу, що розміщення у Вікіпедії матеріалів, автор яких не надав явного дозволу на їхнє використання відповідно до ліцензії GNU FDL без незмінюваних секцій та Creative Commons із зазначенням автора / розповсюдження на тих самих умовах, може бути порушенням законів про авторське право. Користувачів, які додають до Вікіпедії такі матеріали, може бути тимчасово позбавлено права редагувати статті. Попри все, ми завжди раді вашим оригінальним статтям. Дякуємо. Цю сторінку внесено до категорії Вікіпедія:Можливе порушення авторських прав. |

За словами рідних, із початком повномасштабного російського вторгнення Миколі Володимировичу зателефонували із ОЗСП «Азов» і запросили приєднатися до їхнього підрозділу. Він на той час уже досягнув «непризовного» 60-річного віку, проте вирішив стати на захист Маріуполя і незабаром обійняв у «Азові» посаду старшого кулеметника[джерело?].
Після боїв за Маріуполь і героїчної оборони «Азовсталі» 20 травня 2022 року за наказом вищого військового керівництва заради збереження життя людей Микола Володимирович вийшов з побратимами з «Азовсталі» та потрапив у так званий «полон за домовленістю»[відсутнє в джерелі]. Утримувався на території колишньої Волноваської виправної колонії № 120 в окупованому селищі Молодіжному, що неподалік колишнього адміністративного центру селищної ради Оленівки колишнього Волноваського (нині – Кальміуського) району Донецької області, де окупанти утворили фільтраційну в’язницю. Звідти «Матрос» телефонував двічі (декому з українських воїнів вдалося пронести у неволю телефони), під час останньої розмови, приблизно за тиждень до загибелі, він натякнув, що він незабаром повернеться, бо його обіцяють обміняти[джерело?]. 
У ніч на 29 липня 2022 року помер у полоні внаслідок масового вбивства військовополонених, влаштованого окупантами у колонії в Оленівці.
Після повернення тіла на Батьківщину протягом довгих 10 місяців тривала ідентифікація, після чого старшого солдата Аганіна було поховано з військовими почестями на Алеї Слави столичного Берковецького кладовища[джерело?].

## Нагороди
- орден «За мужність» ІІІ ступеня (3 листопада 2023 р., посмертно)  – за особисту мужність і самовідданість, виявлені у захисті державного суверенітету та територіальної цілісності України, сумлінне та бездоганне служіння Українському народові[3];
- відзнака Президента України «За участь в антитерористичній операції» (2017)[джерело?];
- Почесний нагрудний знак начальника Генерального штабу — Головнокомандувача Збройних Сил України «За взірцевість у військовій службі» III ступеня[джерело?];
- почесна відзнака 54-ї окремої механізованої бригади «Хрест 54 ОМБр»[джерело?];
- медаль «За розмінування»[джерело?].